# Detrehem
Detrehem  település Romániában, Szilágy megyében.

## Fekvése
Szilágysomlyótól délnyugatra, Szilágynagyfalu és Halmosd közt fekvő település.

## Története
Detrehem nevét 1341-ben Detreháza, Detreh, Detrehhaza neveken említették az oklevelek.
A Kraszna vármegyéhez tartozó Detrehem Valkó várának tartozéka volt.
1481-ben Losonczi Bánffy András bácsi nagyprépost Losonczi Bánffy Mihálynak zálogosította el.
A birtok később a Báthoryak, Borzásiak, a Bornemissza család tagjainak birtoka volt.
1600-ban Somlyai Báthori István Detreh részbirtokot Keztszegi Péternek adományozta.
1638-tól ismét Bánffy birtok lett, majd Rákóczi György, Báthory Zsófia és rokonsága birtoka volt 1777-ig, ekkor a kincstáré lett, amely Cserei Farkas udvari tanácsosnak adta.
1808-as összeíráskor 42 kisnemesi család birtoka, többek között birtokosai voltak a gróf Bánffy, Báró Bánffy, Kuk, Nyága, Pap, Topai, Simka, Mál családok.
A 20. század elején Szilágy vármegye Szilágysomlyói járásához tartozott.
Az 1910-es összeíráskor 607 lakosa volt, ebből 9 magyar, 576 román, melyből 559 görögkatolikus, 10 izraelita volt.

## Nevezetességek
- Görögkatolikus fatemploma – 1754-ben épült, már nem látható. Anyakönyvet 1826-tól vezettek.
- Ortodox templom